# Czarczakis
Czarczakis – wieś w Armenii, w prowincji Aragacotn. W 2011 roku liczyła 443 mieszkańców.